# St. Francis (Kansas)
St. Francis è un comune degli Stati Uniti d'America, situato nello Stato del Kansas, nella contea di Cheyenne, della quale è il capoluogo.